# Esgrima nos Jogos Olímpicos de Verão de 2008 - Sabre por equipes feminino
As competições de sabre por equipes feminino da esgrima nos Jogos Olímpicos de Verão de 2008 realizaram-se no dia 14 de agosto no Centro de Convenções do Olympic Green, em Pequim na China.

## Medalhistas
|  | UKR Ucrânia                                            |  | CHN China                                  |  | USA Estados Unidos                        |
|  | Olha Kharlan Olena Khomrova Halyna Pundyk Olha Zhovnir |  | Bao Yingying Ni Hong Tan Xue Huang Haiyang |  | Rebecca Ward Sada Jacobson Mariel Zagunis |

## Equipes
| 1. USA Estados Unidos: - Rebecca Ward - Sada Jacobson - Mariel Zagunis - Dagmara Wozniak 3. CHN China: - Bao Yingying - Ni Hong - Tan Xue - Huang Haiyang 5. UKR Ucrânia: - Olha Kharlan - Olena Khomrova - Halyna Pundyk - Olha Zhovnir 7. CAN Canadá: - Olga Ovtchinnikova - Sandra Sassine - Julie Cloutier - Wendy Saschenbrecker | 2. FRA França: - Anne-Lise Touya - Leonore Perrus - Carole Vergne - Solenn Mary 4. RUS Rússia: - Ekaterina Fedorkina - Elena Nechaeva - Ekaterina Dyachenko - Sofiya Velikaya 6. POL Polônia: - Aleksandra Socha - Malgorzata Kozaczuk - Bogna Jozwiak - Irena Wieckowska 8. RSA África do Sul: - Elvira Wood - Jyoti Chetty - Shelley Gosher - Adele du Plooy |  |

## Torneio
|  | Quartas de final | Quartas de final | Quartas de final |       |         | Semi-finais    | Semi-finais                  | Semi-finais                  |                              |  | Disputa da medalha de ouro | Disputa da medalha de ouro | Disputa da medalha de ouro |
|  |                  |                  |                  |       |         |                |                              |                              |                              |  |                            |                            |                            |
|  | 1                | Estados Unidos   | 45               |       |         |                |                              |                              |                              |  |                            |                            |                            |
|  | 8                | África do Sul    | 8                |       |         |                |                              |                              |                              |  |                            |                            |                            |
|  | 8                | África do Sul    | 8                |       | 1       | Estados Unidos | 39                           |                              |                              |  |                            |                            |                            |
|  |                  |                  |                  |       | 1       | Estados Unidos | 39                           |                              |                              |  |                            |                            |                            |
|  |                  | 5                | Ucrânia          | 45    |         |                |                              |                              |                              |  |                            |                            |                            |
|  | 5                | 5                | Ucrânia          | 45    | Ucrânia | 45             |                              |                              |                              |  |                            |                            |                            |
|  | 5                |                  |                  |       | Ucrânia | 45             |                              |                              |                              |  |                            |                            |                            |
|  | 4                | Rússia           | 34               |       |         |                |                              |                              |                              |  |                            |                            |                            |
|  |                  |                  |                  |       |         |                |                              |                              |                              |  | 5                          | Ucrânia                    | 45                         |
|  |                  |                  | 3                | China | 44      |                |                              |                              |                              |  |                            |                            |                            |
|  | 3                | China            | 45               |       |         |                |                              |                              |                              |  |                            |                            |                            |
|  | 6                | Polônia          | 25               |       |         |                |                              |                              |                              |  |                            |                            |                            |
|  | 6                | Polônia          | 25               |       | 3       | China          | 45                           |                              |                              |  |                            |                            |                            |
|  |                  |                  |                  |       | 3       | China          | 45                           |                              |                              |  |                            |                            |                            |
|  |                  | 2                | França           | 38    |         |                | Disputa da medalha de bronze | Disputa da medalha de bronze | Disputa da medalha de bronze |  |                            |                            |                            |
|  | 7                | Canadá           | 22               |       |         |                | 1                            | Estados Unidos               | 45                           |  |                            |                            |                            |
|  | 2                | França           | 45               |       |         |                |                              |                              |                              |  | 2                          | França                     | 38                         |